# Ebrahim Patel
Ebrahim Patel, né le 1er janvier 1962 dans le district 6 de la ville du Cap, est un syndicaliste et homme politique sud-africain, membre du congrès national africain (ANC) et membre du parlement de 2009 à 2024. 
Membre de la COSATU, secrétaire général du Syndicat des travailleurs du textile et de l'habillement d'Afrique australe (1999-2009) puis ministre du développement économique (2009-2019), il est ministre du Commerce et de l'Industrie du 31 mai 2019 à juin 2024 au sein du second gouvernement de Cyril Ramaphosa. Il est le seul ministre d'origine indienne du gouvernement Ramaphosa.

## Biographie
Né en 1962 dans le district 6 du Cap, Ebrahim Patel a été élevé dans une famille ouvrière, d'origine indienne et musulmane. Son implication dans le mouvement syndical a débuté au début des années 1980 alors qu'il était étudiant à l'Université du Cap-Occidental, alors réservée aux personnes de couleurs (coloured et indo-pakistaine). Activiste anti-apartheid, Patel participe à de nombreuses manifestations et est arrêté et mis en garde à vue à trois reprises, notamment à la prison Victor Verster de Paarl, en vertu de la loi sur la sécurité intérieure et de la loi sur le terrorisme.
Après avoir validé ses partielles à la school of economics de l'université du Cap-Occidental, Patel rejoint en 1986 le Syndicat national des travailleurs du textile dont il devient l'un des dirigeants avant d'être, de 1999 à 2009, secrétaire général du Syndicat des travailleurs du textile et de l'habillement d'Afrique australe (SACTWU). 
En 1993-1994, il fait partie de l’équipe qui rédige la partie du programme électoral de l'ANC consacré à la reconstruction et au développement. Peu de temps après la formation du gouvernement Mandela en 1994, il est nommé à la première commission financière et fiscale du pays et aux sièges de différents conseils d'administration d'organismes publics réglementant l'enseignement supérieur, l'arbitrage au travail et les questions économiques et sociales. 
En tant que membre exécutif du Congrès des syndicats sud-africains (COSATU) (qu'il avait contribué à fonder), il participe à la rédaction de plusieurs accords généraux sur des questions de politique économique et de dialogue social.
Pendant plus d’une décennie, il siège au Conseil directeur de l’Organisation internationale du Travail (OIT) et participe à des négociations internationales sur des questions relatives au développement des ressources humaines, aux coopératives, aux relations de travail, à la mondialisation, à la justice sociale et à l'Agenda global pour l'emploi. Il a été également membre du Conseil national du développement économique et du travail (NEDLAC), de l’Institut de recherche sur le travail, de la Commission de conciliation, de médiation et d’arbitrage (CCMA) et du conseil d'administration de l'Université du Cap. 
Il a édité trois livres sur le dialogue social, les droits des travailleurs et l'industrialisation africaine.
Le 11 mai 2009, Ebrahim Patel est nommé ministre du Développement économique au sein du gouvernement Zuma. Il est confirmé à cette fonction lors de la formation du second gouvernement Zuma le 26 mai 2014 ainsi que dans celui du gouvernement Ramaphosa le 27 février 2018.  
Il est ministre du commerce et de l'industrie du 31 mai 2019 au 19 juin 2024.